# مک‌دونالد چپل (آلاباما)
مک‌دونالد چپل (به انگلیسی: McDonald Chapel) شهرکی در شهرستان جفرسون ایالت آلاباما است که مساحت آن ۲٫۸ کیلومترمربع است و در سرشماری سال ۲۰۱۰ میلادی، ۷۱۷ نفر جمعیت داشته و تراکم جمعیتی آن، ۲۵۶٫۰۷ در کیلومترمربع بوده است.